# Teofane II di Gerusalemme
Teofane II (fl. XV secolo) è stato un arcivescovo ortodosso bizantino, patriarca di Gerusalemme a metà del XV secolo, la cui storicità è tuttavia controversa.
Teofane II è attestato dal 1450 al 1452 nelle cronotassi tradizionali dei patriarchi di Gerusalemme, tra Gioacchino (1431 - 1450) e Atanasio IV (1452 - 1460).
L'unica attestazione storica di questo patriarca è la sua presenza al concilio celebrato nella basilica di Santa Sofia a Costantinopoli nel 1450, dove fu anatemizzato e rigettato il decreto di unione tra la Chiesa ortodossa e la Chiesa cattolica promulgato durante il concilio di Firenze del 1439. Durante il sinodo fu eletto come nuovo patriarca di Costantinopoli Atanasio II. Gli atti di questo concilio, che trovano grande credito presso le Chiese ortodosse, sono considerati un falso per la presenza di numerosi anacronismi; questo porta a mettere in dubbio la storicità dei protagonisti citati negli atti, tra cui Teofane II e lo stesso patriarca costantinopolitano Atanasio II.
Inoltre la cronologia di Teofane II (1450-1452) non si adatterebbe con quella del patriarca precedente Gioacchino, che era ancora vivo agli inizi degli Anni Sessanta del secolo. Per questo motivo in alcune cronotassi patriarcali rivisitate con fonti documentarie il nome di Teofane II è omesso.